# Okoř
Okoř település Csehországban, Nyugat-prágai járásban. Okoř Číčovice, Libochovičky, Svrkyně és Lichoceves településekkel határos. Lakosainak száma 111 fő (2024. január 1.).

## Népesség
A település lakosságának változását az alábbi diagram mutatja:
| Lakosok száma | 170  | 182  | 133  | 101  | 49   | 51   | 103  | 110  | 104  | 111  |
|               | 1869 | 1890 | 1921 | 1950 | 1980 | 2001 | 2017 | 2019 | 2022 | 2024 |